# Бухличі
Бу́хличі (біл. Бухлічы, рос. Бухличи) — село в Білорусі, у Столинському районі Берестейської області. Орган місцевого самоврядування — Речицька сільська рада. Село знаходиться безпосередньо з днржавним кордоном з Україною.

## Транспорт
Через Бухличі проходить залізнична лінія Сарни — Лунинець. Курсують лише приміські дизель-поїщди. Проте пряме пасажирське сполучення з Україною відсутнє з березня 2020 року, а вантажний рух припинено наприкінці лютого 2022 року у зв'язку з російським вторгненням в Україну. Раніше проходження митно-прикордонного контролю здійснювалося на станції Горинь, яка розташована у смт Речиця. З районним та селищним центром існує регулярне автобусне сполучення.

## Населення
За переписом населення Білорусі 2009 року чисельність населення села становила 322 особи.

## Пам'ятки архітектури
- Церква народження Божої Матері.